# Орден «За заслуги в обороне»
Орден «За заслуги в обороне» (порт. Ordem do Mérito da Defesa) — действующая государственная награда Бразилии.

## История
Орден учреждён президентом Фернанду Энрике Кардозу 10 июня 2002 года. Предназначен для награждения гражданских и военных деятелей, граждан Бразилии или иностранных, которые оказывают содействие Вооруженным силам Бразилии. Орденом также могут быть награждены военные Бразилии, отличившиеся при исполнении профессиональных обязанностей, и, в исключительных случаях, военные организации и гражданские учреждения, национальные или иностранные. При награждении воинской или гражданской организации орден крепится на знамя, либо флаг или штандарт.
Церемония награждения осуществляется 10 июня каждого года, в день празднования годовщины создания Министерства обороны Бразилии.
Орден имеет пять классов. Гроссмейстером ордена считается президент Бразилии, в период своего нахождения в должности. В совет ордена также входят министр обороны, министр иностранных дел, начальник штабов вооруженных сил Бразилии.

## Классы ордена
| Орденские планки                   |                                    |                            |        |         |
| Кавалер Большого (золотого) креста | Великий офицер (серебренный крест) | Командор (бронзовый крест) | Офицер | Кавалер |